# جيانينو كامبيريو
جيانينو كامبيريو (Giannino Camperio)، (توفي 19 مايو 1913  في ميلانو)، لاعب كرة قدم إيطالي ومدرب كرة قدم إيطالي. لعب مع الميلان ما بين 1899 و 1903 ، ثم ودرب إيه سي ميلان من عام 1907 وحتى 1911.